# Pjotr Andrejewitsch Wjasemski

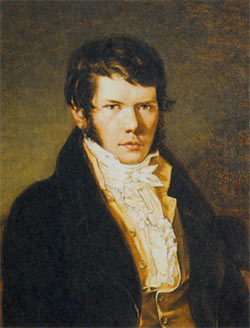
Pjotr Wjasemski

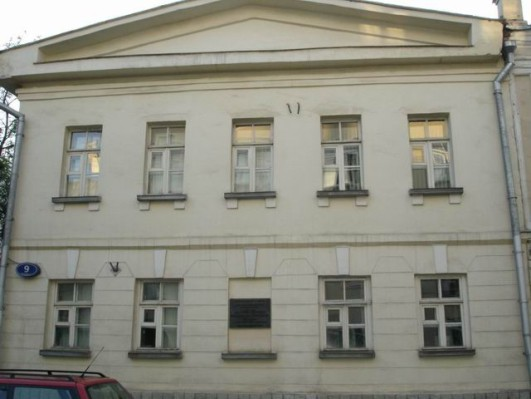
Haus in Moskau

Fürst Pjotr Andrejewitsch Wjasemski (russisch Пётр Андреевич Вяземский, wiss. Transliteration Pëtr Andreevič Vjazemskij; * 12. Julijul. / 23. Juli 1792greg. in Moskau; † 10. Novemberjul. / 22. November 1878greg. in Baden-Baden) war eine der führenden Persönlichkeiten des Goldenen Zeitalters der russischen Literatur.

## Leben
Seine Eltern waren der russische General Andrei Iwanowitsch Wjasemski aus der Rurikiden-Dynastie Wjasemski und die irische Adlige Eugenia O’Reilly. Nachdem er im Alter von 15 Jahren seinen Vater verloren hatte, erbte er das Gut Ostafjewo bei Moskau, das er weiter ausbaute. Als junger Mann nahm er an der Schlacht von Borodino sowie an anderen Schlachten der Napoleonischen Kriege teil. Viele Jahre später erschien ihm Tolstois Beschreibung der Schlacht von Borodino unauthentisch und brachte ihn in einen literarischen Disput mit dem großen Schriftsteller.
In den 1820ern war Wjasemski einer der größten Vertreter der literarischen Strömung der Romantik in Russland. Sowohl er als auch seine Ehefrau, Fürstin Wera aus dem Rurikiden-Dynastie Gagarin, waren eng mit Alexander Puschkin befreundet, der oft auf ihrem Landsitz bei Ostafjewo in der Nähe von Moskau zu Gast war (heute ein Literaturmuseum). Es ist daher nicht sehr überraschend, dass Wjasemski in den Werken Puschkins erwähnt wird, inklusive des berühmten Eugen Onegin.

Ab den 1830er Jahren wurde es für Wjasemski, wie für die meisten Vertreter der „literarischen Aristokratie“, zunehmend schwer, den Anschluss an die junge Generation zu halten. Dadurch, dass er alle seine Zeitgenossen und Freunde überlebte, wurde er zunehmend schwermütig. Obwohl sich aus heutiger Sicht gerade in seinen späten Werken sein Talent am meisten entfaltete, geriet er zu Lebzeiten bei den Kritikern und der Leserschaft lange vor seinem Tod in Vergessenheit. Er selbst wurde zu einem verbitterten Reaktionär, der alle verachtete, die nach der Napoleon-Zeit geboren wurden.

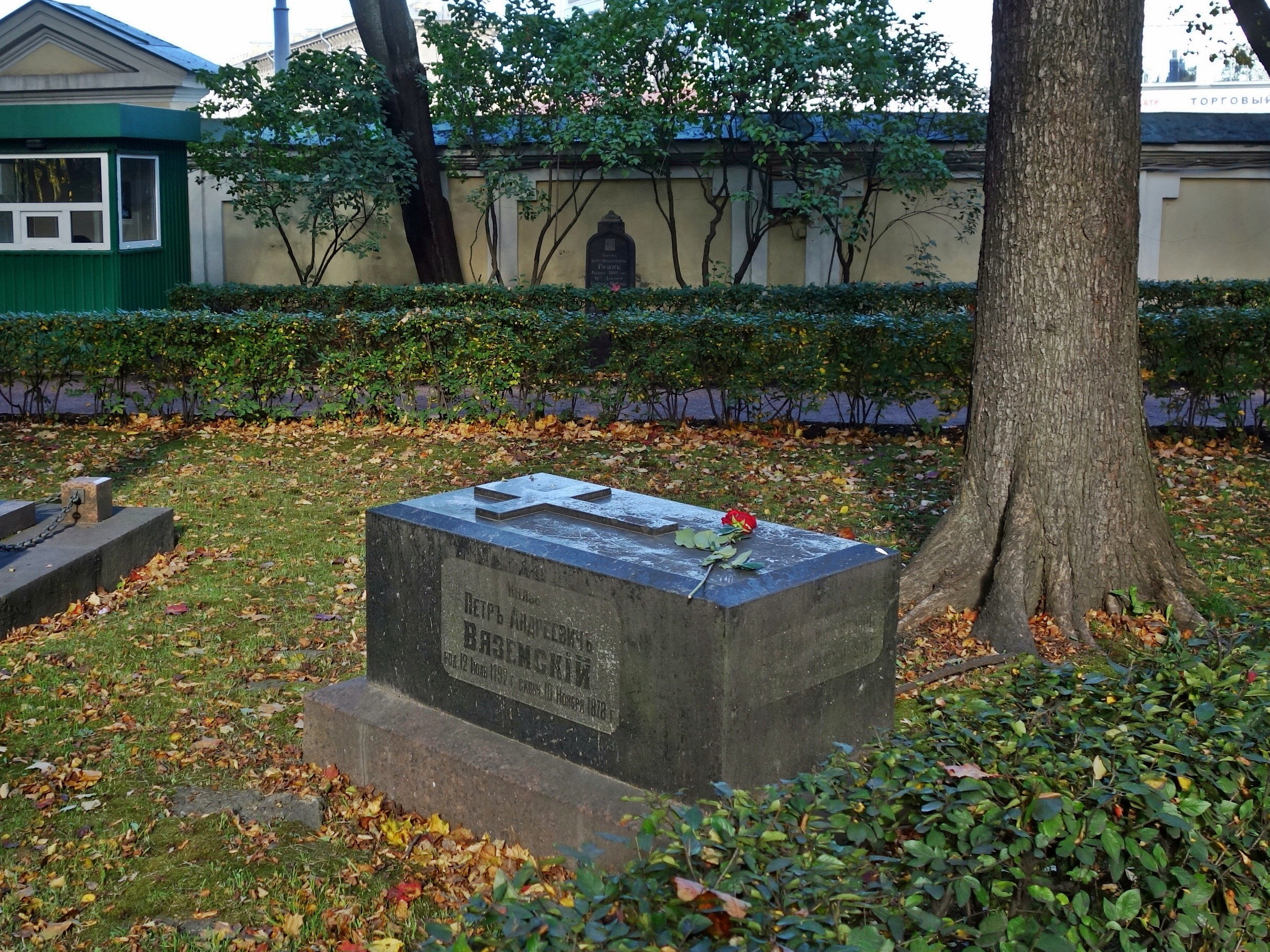
Grabstätte

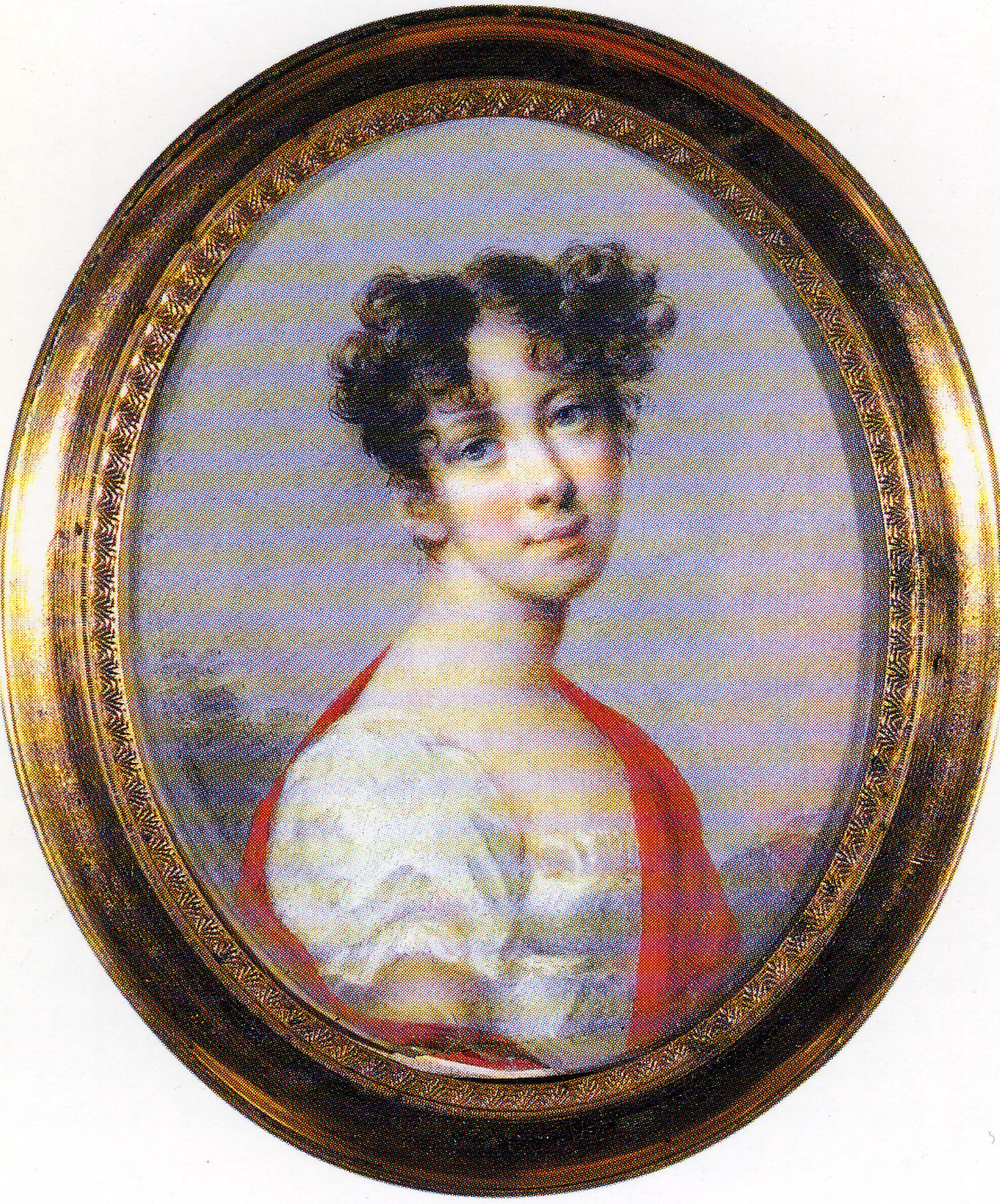
Wera Fedorowna Gagarina

Gleichzeitig fand er Anerkennung am russischen Hof, teilweise durch die Heirat seiner Tochter mit Pjotr Walujew, dem Vorsitzenden des Ministerrates. Seit 1841 war er ordentliches Mitglied der Akademie der Wissenschaften in Sankt Petersburg. In den 1850ern diente Wjasemski als Bildungsminister und leitete die Zensur in Russland. Ab 1873 lebte er aufgrund schlechter Gesundheit im Ausland. Fürst Wjasemski starb 1878 in Baden-Baden, sein Leichnam wurde nach Sankt Petersburg gebracht und beigesetzt.

## Literarisches Wirken
Am meisten ist Wjasemski als der beste Freund Puschkins bekannt. Ihr Briefwechsel gilt heute als ein literarisches Erbe aus Witz, treffender Kritik und feinem Russisch. In den frühen 1820ern nannte Puschkin Wjasemski den besten Prosaiker des Landes. Die Werke Wjasemskis sind manchmal etwas zu ironisch, doch zugleich originell und fesselnd. Vor allem bekannt sind seine Anekdoten aus dem „Alten Notizbuch“, die eine reiche Quelle an Erkenntnissen aus dem Leben des großen und kleinen Mannes des frühen 19. Jahrhunderts darstellen. Ein großes Prosawerk seiner späten Lebensjahre war die Biographie von Denis Fonwisin.
Obwohl Wjasemski der journalistische Anführer der russischen Romantik war, war seine früheste Dichtung überaus unromantisch und zeigte keine der grundlegenden Züge der romantischen Dichtung. Erst mit der Zeit näherte sich Wjasemski dem klassischen Stil der Romantik an.

## Bibliografie
- Собрание сочинений Вяземского в 12 тт. СПб. 1878—1886, его переписка, «Остафьевский архив», т. I—V.
- Грот Я., Сухомлинов М., Пономарев С., в Сборнике 2 отделения Академии наук, т. XX, 1880.
- Трубачев С. С. Вяземский как писатель 20-х гг., «Исторический вестник», Ї 8, 1892.
- Спасович В. Вяземский и его польские отношения и знакомства. Сочинения Спасовича, т. VIII, 1896.
- Языков Д. П. Вяземский. — М. 1904.
- Кульман H. Вяземский как критик. Известия Академии наук. книга 1. 1904.
- Гинзбург А. Вяземский литератор, Сборник «Русская проза», под ред. Б. Эйхенбаума и Ю. Тынянова, Л., 1926.
- Венгеров С. А. Источники словаря русских писателей, т. I, СПб. 1900.